# Ivonne Montaño
Ivonne Daniela Montaño Lucumi (ur. 12 listopada 1995 w Puerto Tejada) – kolumbijska siatkarka, reprezentantka kraju, grająca na pozycji atakującej. 
Jej starsza siostra Madelaynne, również jest siatkarką. 

## Sukcesy klubowe
Puchar Szwecji:
- 2020

Liga południowokoreańska:
- 2023[3]

## Sukcesy reprezentacyjne
Puchar Panamerykański Juniorek:
- 2013

Puchar Panamerykański U-23:
- 2014

Mistrzostwa Ameryki Południowej U-23:
- 2014

Puchar Panamerykański:
- 2019[4]

Mistrzostwa Ameryki Południowej:
- 2019, 2021

## Nagrody indywidualne
- 2014: Najlepsza środkowa Mistrzostw Ameryki Południowej U-23
- 2014: Najlepsza zagrywająca Pucharu Panamerykańskiego